# Großes Nixenkraut
Das Große Nixenkraut (Najas marina), auch Meeres-Nixenkraut oder Großes Nixkraut genannt, ist eine Pflanzenart aus der Gattung Nixenkräuter (Najas) innerhalb der Familie der Froschbissgewächse (Hydrocharitaceae). Es ist eine Unterwasserpflanze.

## Beschreibung und Ökologie

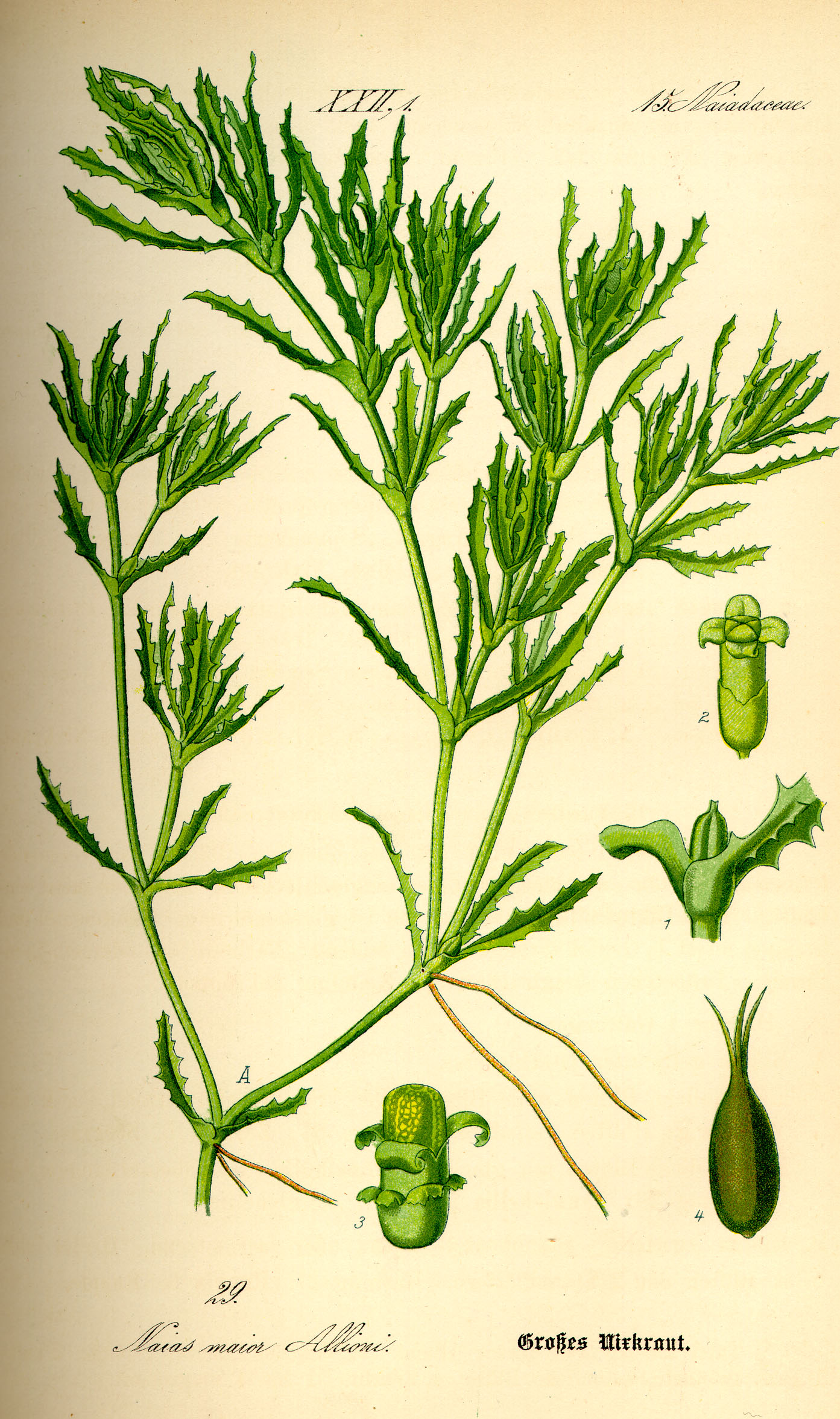
Illustration

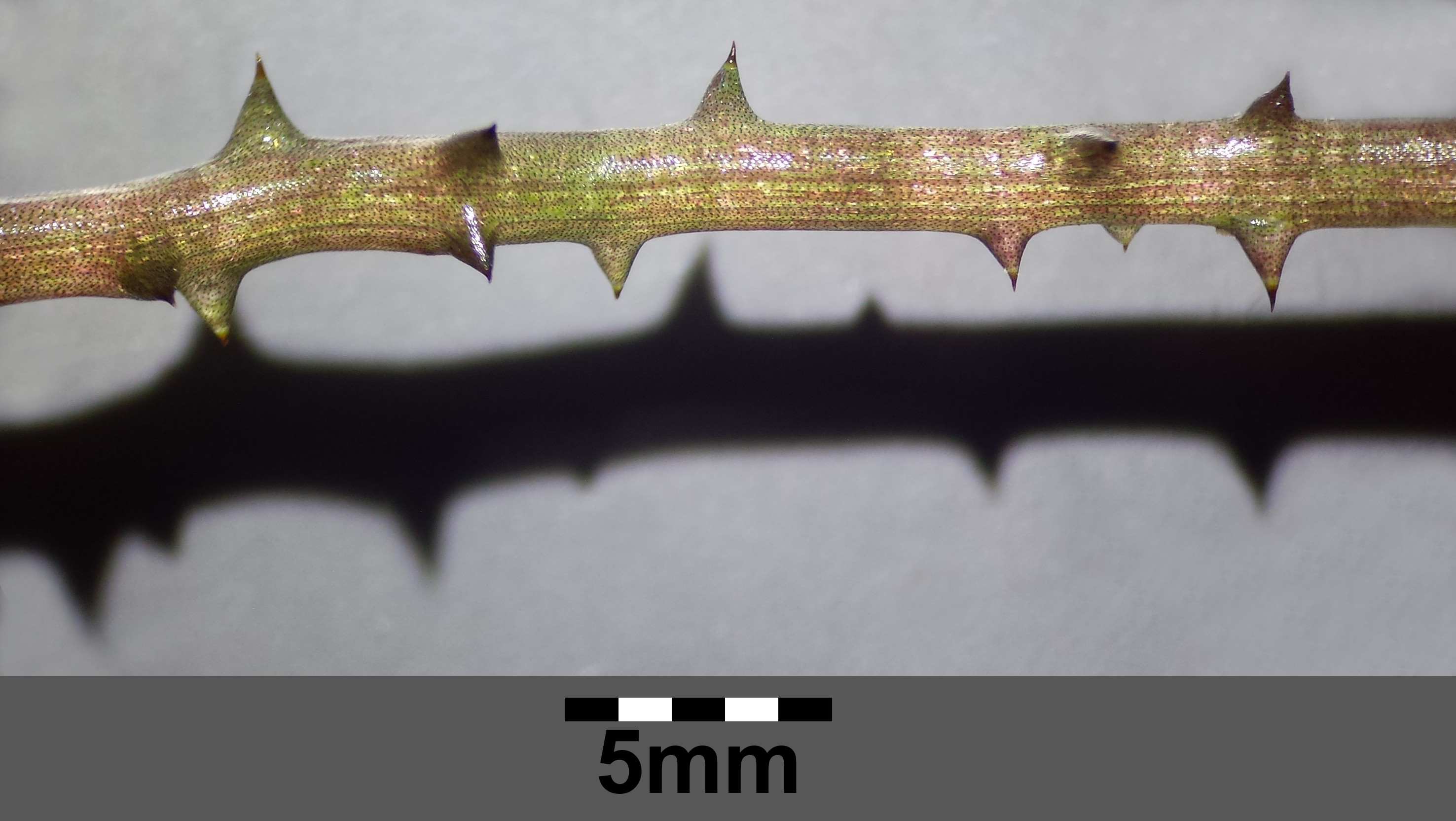
Bestachelter Stängel

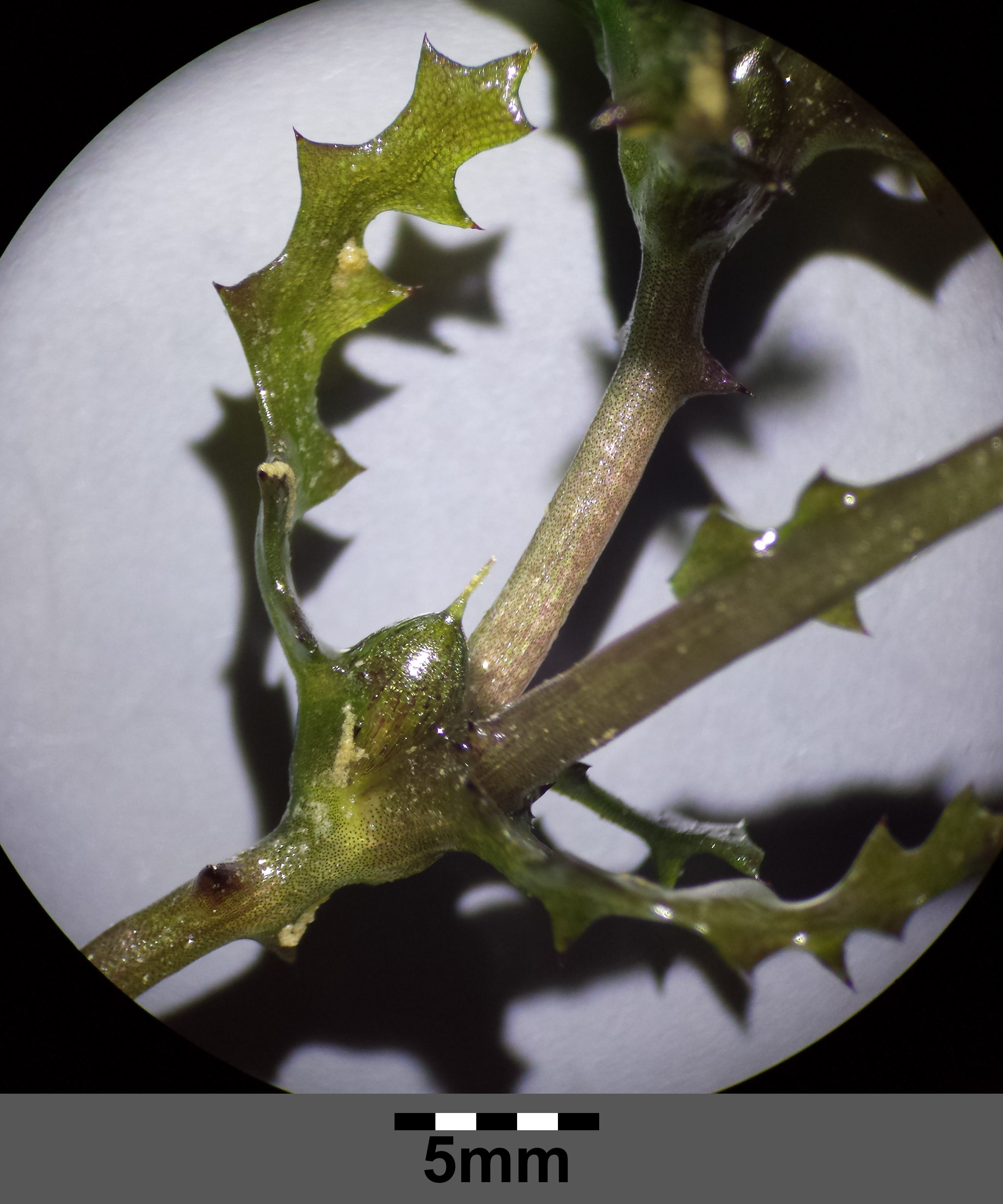
Stängel mit weiblicher Blüte bzw. Frucht und deutlich gezähnten Laubblättern

Das Große Nixenkraut ist einjährige krautige Pflanze, die Wuchslängen von 10 bis 50 Zentimetern erreicht. Es hat steife, gabelspaltige und zerbrechliche Stängel. Die gegenständig an den Stängeln stehenden Laubblätter sind linealisch, 1 bis 6 Millimeter breit, grob gewellt und stachelig gezähnt.
Das Große Nixenkraut ist zweihäusig getrenntgeschlechtig (diözisch). Die unter Wasser erscheinenden Blüten sind unauffällig. Die männliche, 1,7 bis 3 Millimeter lange Blüte besteht nur aus einem Staubblatt. Die weibliche, 2,5 bis 5,7 Millimeter lange Blüte enthält einen 1,2 bis 1,7 Millimeter langen Griffel, der mit einer dreilappigen Narbe endet. Die Bestäubung der Blüten findet unter Wasser statt.
Die rötlich-braune Nussfrucht ist bei einer Länge von 2,2 bis 8 Millimetern sowie einer Breite von 1,2 bis 2,5 Millimetern eiförmig. Sie wird vor allem endozoisch durch Enten ausgebreitet. Als Ausbreitungsstrategie nutzt das Große Nixenkraut dabei die Verdauungsausbreitung. Die Früchte können das Verdauungssystem von Enten unbeschadet passieren.
Die Chromosomenzahl beträgt 2n = 12, seltener 14.

## Vorkommen
Das Große Nixenkraut kommt weltweit in subtropischen und gemäßigten Zonen vor, schwerpunktmäßig auf der Nordhalbkugel: Nordamerika, Lateinamerika und Eurasien.
Dabei besiedelt sie stehende oder langsam fließende Gewässer bis zu einer Wassertiefe von 3 Metern. Wie alle Nixenkräuter gedeiht auch das Große Nixenkraut im Süßwasser. Daneben ist es jedoch in Schweden und Dänemark im Brackwasser der Ostsee zu finden. In der stärker salzhaltigen Nordsee dagegen fehlt das Große Nixenkraut. Insgesamt ist das Große Nixenkraut nur selten anzutreffen und befindet sich aufgrund von Wasserverschmutzung im Rückgang. Jedoch ist sie verstärkt in wärmeren Seen anzutreffen. Das Große Nixenkraut ist daher eine Wasserpflanze, welche mit zunehmender Erderwärmung andere Wasserpflanzen verdrängen kann, was bereits in einigen Oberbayerischen See beobachtet wurde. Sie ist eine Charakterart des Potamogetoneto-Najadetum marinae aus dem Verband Potamogetonion.

## Systematik
Je nach Autor gibt es von Najas marina vier Unterarten und mehrere Varietäten:
- Najas marina subsp. arsenariensis (Maire) L.Triest: Sie kommt in Algerien vor.[3]
- Najas marina var. brachycarpa Trautv.: Sie kommt von Zentralasien bis ins nördliche China vor.[3]
- Najas marina subsp. commersonii L.Triest: Sie kommt auf Mauritius, Réunion und Madagaskar vor.[3]
- Najas marina var. grossidentata Rendle: Sie kommt vom nordöstlichen China bis Korea vor.[3]
- Mittleres Nixenkraut (Najas marina var. intermedia (Wolfg. ex Gorski) Rendle); Syn.: Najas marina subsp. intermedia (Wolfgang ex Gorski) Casper: Es kommt vom Mittelmeergebiet bis Yunnan und Südafrika vor.[3]
- Najas marina L. subsp. marina: Sie ist weltweit verbreitet.[3]
- Najas marina subsp. sumatrana (W.J.de Wilde) L.Triest: Sie kommt im westlichen Sumatra vor.[3]
- Najas marina var. zollingeri Rendle: Sie kommt nur im Batur-See in Bali vor.[3]